# Sibrafiban
Sibrafiban (Ro 48-3657, đề xuất tên thương hiệu Xubix) là đôi tiền chất của Ro-44-3888, đó là một chất ức chế kết tập tiểu cầu. Nó đã được phát triển để phòng ngừa huyết khối động mạch thứ phát sau cơn đau thắt ngực không ổn định và nhồi máu cơ tim cấp tính (MI). Vào ngày 6 tháng 8 năm 1999, Hoffmann-La Roche tuyên bố rằng kết quả sơ bộ từ các thử nghiệm lâm sàng giai đoạn III đã không cho thấy sibrafiban tốt hơn aspirin trong việc ngăn ngừa các biến cố thiếu máu cục bộ tái phát ở những bệnh nhân mắc hội chứng mạch vành cấp tính. Sự phát triển của sibrafiban đã bị ngừng lại.